# Avondklokrellen in Nederland in 2021

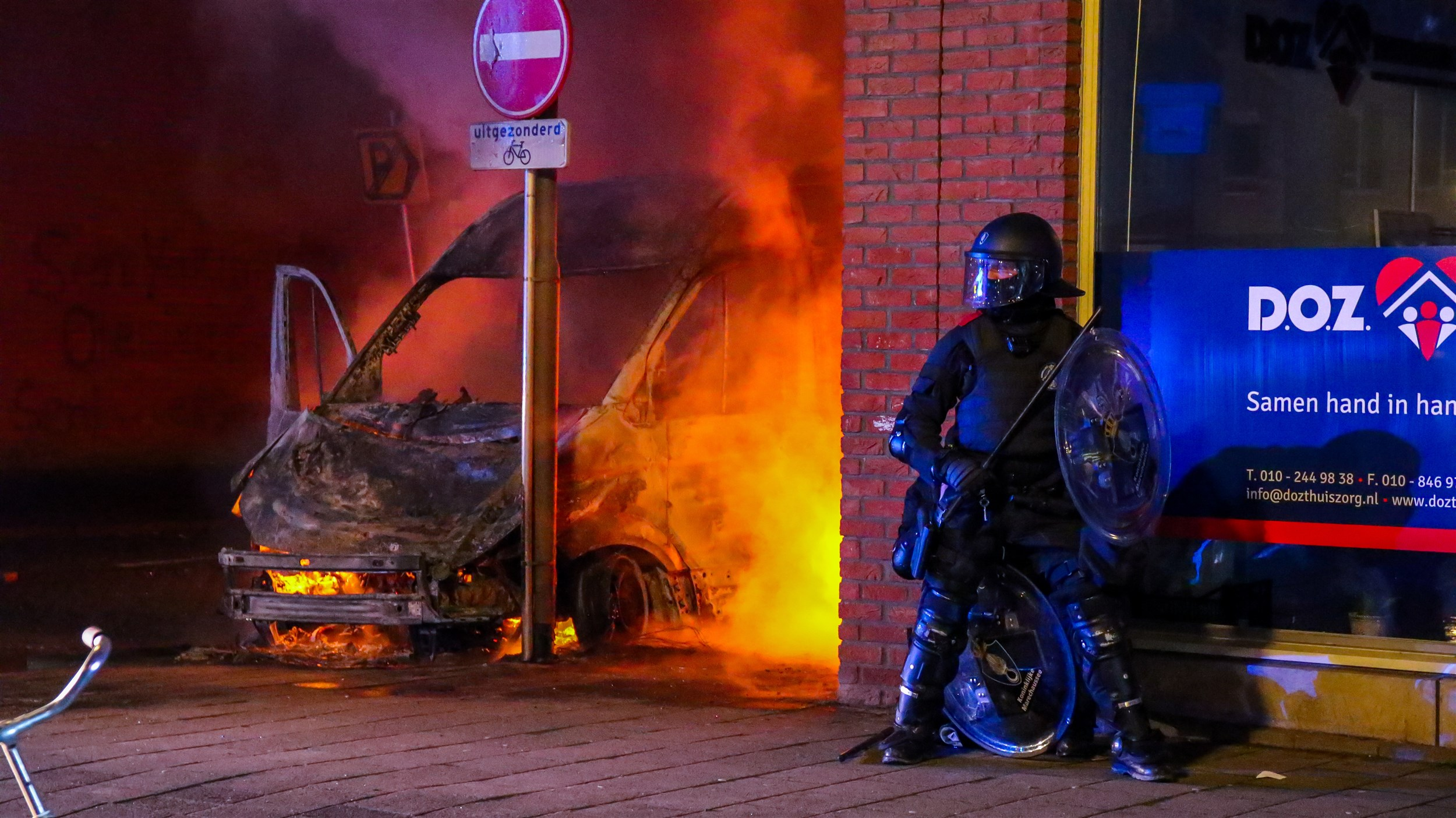
Marechaussee bij een brandende camper tijdens de rellen.

De avondklokrellen zijn de rellen die op verschillende plekken in Nederland plaatsvonden, naar aanleiding van het instellen van de avondklok in Nederland die op 23 januari 2021 inging. Volgens de Nederlandse Politiebond ging het om de heftigste rellen in Nederland sinds de krakersrellen van 1980.

## Achtergrond

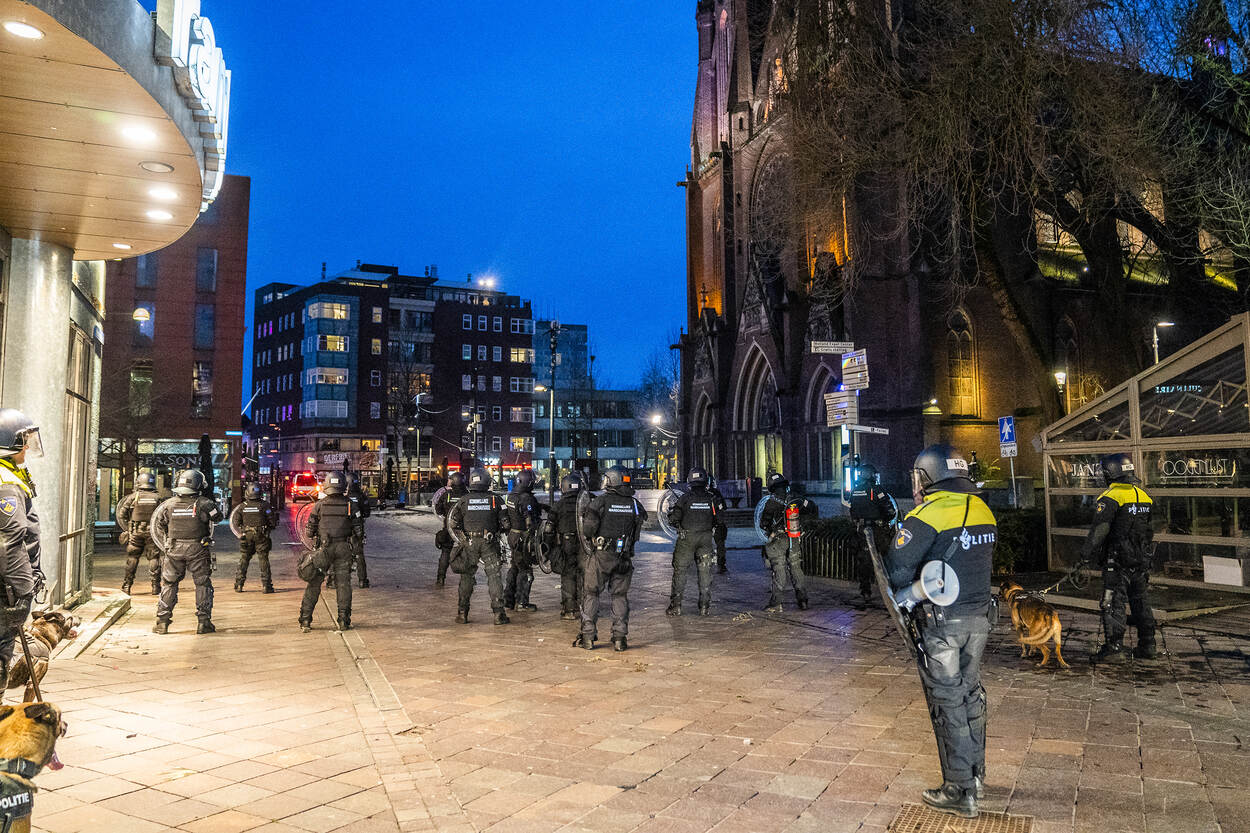
Bijstand Marechaussee in Eindhoven.

In september 2020 stelde het Outbreak Management Team (OMT) voor om een avondklok in te stellen ter bestrijding van de coronacrisis. Dit plan kon toen niet op een meerderheid rekenen, omdat de avondklok associaties op zou roepen met de Tweede Wereldoorlog, de laatste keer dat in Nederland een avondklok van kracht was. In november 2020 kwam de avondklok wederom ter sprake toen minister van Volksgezondheid Hugo de Jonge de mogelijkheid opnieuw opperde tijdens een persconferentie.
Op 20 januari 2021 kondigde het demissionaire kabinet-Rutte III aan alsnog een landelijke avondklok te willen invoeren. Een dag later vond hierover het Kamerdebat plaats. PVV, DENK en FVD stemden tegen de invoering van een avondklok en tegen het invoeren van een wettelijke verplichting voor bedrijven om zich aan de bestaande maatregelen te houden. Partij voor de Dieren, SGP en eenmansfracties Krol en Van Kooten-Arissen stemden tegen de avondklok maar voor strengere regelgeving voor bedrijven. VVD, CDA, D66, GroenLinks, SP, PvdA, ChristenUnie en 50PLUS stemden zowel voor de avondklok als voor strengere regelgeving voor bedrijven.
De avondklok werd ingesteld vanaf zaterdag 23 januari en gold toen van 21:00 tot 04:30. Per 31 maart werd dit veranderd naar 22:00 tot 04:30. Vanaf 28 april kwam er een einde aan de avondklok. De boete voor het overtreden van de avondklok werd gesteld op 95 euro.

## Gebeurtenissen

### 23 januari
Bij de inwerkingtreding schreef de politie 3.600 boetes uit aan personen die zich na negen uur zonder geldige verklaring op de weg of straat bevonden.
Op Urk waren jongeren op de been om te protesteren tegen de avondklok. Er werd door de menigte met vuurwerk en stenen naar politiemensen gegooid en politieauto’s werden vernield. Later op de avond werd een coronateststraat van de GGD in brand gezet. Hiervoor werden twee verdachten aangehouden en werden tientallen boetes uitgedeeld.
In Amersfoort kwamen ongeveer veertig aanhangers van de actiegroep Viruswaarheid bijeen om te demonstreren. In het centrum van Rotterdam gingen ongeveer vijftig demonstranten de straat op om te protesteren tegen de maatregelen en ook in IJmuiden en Stein protesteerden tientallen mensen tegen de avondklok.

### 24 januari
Zondagavond waren op meerdere plaatsen in het land protesten die uitliepen op rellen, waaronder Rotterdam, Eindhoven, Amsterdam, Den Haag, Tilburg, Venlo, Enschede, Helmond en Roermond. Op verschillende plaatsen werd een noodbevel ingesteld om samenkomsten tegen te gaan. Meer dan 300 arrestaties werden in totaal verricht en 2.100 boetes werden uitgedeeld.
Zondagmiddag verzamelden duizenden mensen zich tijdens een demonstratie op het Museumplein in Amsterdam, hoewel deze door de Amsterdamse driehoek (burgemeester Halsema, de korpschef van de politie en de hoofdofficier van justitie) was verboden. Met inzet van een waterkanon, de Mobiele Eenheid en politie te paard werd de menigte uiteengedreven. Er werden 190 demonstranten aangehouden.
In Enschede belaagden relschoppers in de avond tijdens de dienstwisseling het ziekenhuis Medisch Spectrum Twente (MST) waarbij getracht werd de ramen in te slaan en het ziekenhuis binnen te dringen.
Agenten van de Mobiele Eenheid werden in Eindhoven met messen aangevallen en bekogeld met stenen. In de stationshal werden vernielingen aangericht en werd een supermarkt geplunderd. Dit leidde tot 55 arrestaties.
In de Schilderswijk in Den Haag werd op straat brand gesticht. Een motoragent die door de wijk reed werd belaagd door jongeren en moest vluchten. De ME herstelde uiteindelijk de orde.

### 25 januari
Ook op maandagavond gingen relschoppers de straat op om te protesteren tegen de avondklok. In meerdere steden, waaronder Almelo, Amersfoort, Amsterdam, Den Bosch, Den Haag, Geleen, Haarlem, Helmond, Rotterdam, Veenendaal en Zwolle was het onrustig en/of waren er rellen en greep de politie in. Relschoppers gooiden daarbij met zwaar vuurwerk en stenen en stichtten brandjes. Er werden 184 relschoppers gearresteerd en 1.741 boetes uitgedeeld.
In Rotterdam-Zuid werden winkels geplunderd en een politiebureau vernield. De politie zette waterkanonnen in tegen de honderden relschoppers en tevens werd een waarschuwingsschot gelost. Zeker tien agenten raakten bij de ongeregeldheden gewond en er werden ongeveer 60 arrestaties verricht.
In Den Bosch werden in de binnenstad op meerdere plekken ramen ingegooid, auto's vernield en winkels geplunderd. Het Jeroen Bosch Ziekenhuis ging tijdelijk uit voorzorg op slot na een mislukte poging van relschoppers bij het ziekenhuis te komen. Vanwege de tijdelijke sluiting moesten ambulances uitwijken naar andere ziekenhuizen, en door de rellen slaagden medisch hulpverleners er niet altijd in om snel bij noodgevallen te zijn. In de loop van de avond zijn alle toegangswegen naar Den Bosch afgesloten en werd het stads-, trein- en streekvervoer stilgelegd. De schade in de binnenstad was groot en volgens de burgemeester van de stad, Jack Mikkers, duurde het erg lang voordat de ME beschikbaar was. Hij heeft hierover een onafhankelijk onderzoek ingesteld.

### 26 januari
De vierde dag waren in verschillende steden preventief noodbevelen of noodverordeningen afgekondigd. Geweldsuitbarstingen en grote rellen bleven uit en van escalerende situaties was geen sprake.
In verschillende steden kwamen voetbalsupporters bijeen om naar eigen zeggen hun stad te beschermen tegen relschoppers. In Rotterdam werden in totaal 81 mensen gearresteerd vanwege vernielingen en samenscholing, en ook in Gouda en Breda werden arrestaties verricht. In Schijndel werd met een brandbom geprobeerd een warenhuis in brand te steken, maar het vuur was snel geblust.

### Na 26 januari
Vanaf 27 januari was het rustiger dan de voorgaande dagen en was van van rellen niet langer sprake. Op de vijfde dag van de avondklok vonden 51 aanhoudingen plaats. Het grootste deel daarvan was vanwege opruiing op sociale media. In Rotterdam werden 25 jongeren aangehouden voor lichte vergrijpen, waaronder het niet naleven van de coronamaatregelen of de identificatieplicht. In Bemmel, Den Bosch, Den Haag, Gouda, Katwijk en Leiden werd een klein aantal personen aangehouden wegens vernieling of openbare geweldpleging. Daarnaast werden drie personen aangehouden wegens openlijke geweldpleging op 27 januari op het Museumplein te Amsterdam. Een vierde persoon werd een dag later aangehouden.
De zesde dag verliep zonder grote incidenten. In totaal vonden er 92 aanhoudingen plaats, met name wegens opruiing en incidenten op de eerdere dagen.

## Noodverordeningen
Een groot aantal gemeentes wees veiligheidsrisicogebieden aan en vaardige noodbevelen en noodverordeningen uit. Tijdens de eerste rellen werden er noodverordeningen uitgevaardigd in Stein, Sittard-Geleen, Venlo, Roosendaal, Den Bosch, Beek, Echt-Susteren, Peel en Maas, Maastricht, Eindhoven, Roermond en Gouda.
Ook nadat de grootste onrust voorbij was werden er noodverordeningen uitgevaardigd. Dit was het geval in onder meer Smallingerland, Heerlen, Harderwijk, Weert, Venray, Vijfheerenlanden, Meppel, Leeuwarden en Apeldoorn. Sommige verordeningen waren van bepaalde duur, andere van onbepaalde duur, en een aantal werd expliciet gekoppeld aan de einddatum van de avondklok.

## Nasleep

### Reacties vanuit de Nederlandse politiek
Verschillende politici reageerden geschokt op de avondklokrellen.
Demissionair premier Mark Rutte reageerde maandag 25 januari voor het eerst publiekelijk en noemde de avondklokrellen afschuwelijk en onacceptabel. "Elk normaal mens kan hier alleen met afschuw kennis van nemen. Je vraagt je werkelijk af: wat bezielt deze mensen? Het is crimineel geweld en dat zullen we ook als zodanig behandelen." Minister van Justitie Ferd Grapperhaus gaf aan de kosten te verhalen op de plunderaars en vernielers en noemde de relschoppers crimineel.
Partijleider van GroenLinks Jesse Klaver veroordeelde de rellen en verweet de PVV en Forum voor Democratie verantwoordelijkheid te dragen voor de gebeurtenissen. PVV-voorman Geert Wilders nam afstand van de rellen en noemde die op zijn beurt het werk van de achterban van GroenLinks. Wilders riep ook op het leger in te zetten om de rellen de kop in te drukken. Thierry Baudet (FvD), tegenstander van de invoering van de avondklok, veroordeelde het geweld en sprak opnieuw zijn steun uit voor ieder initiatief van mensen om zich vreedzaam te laten horen.
John Jorritsma, burgemeester van Eindhoven, zei naar aanleiding van de rellen in zijn stad: "We zijn zo op weg naar burgeroorlog."
Minister van Financiën Wopke Hoekstra zei voorafgaand aan overleg in de ministerraad op 26 januari: "We gaan niet capituleren voor paar idioten die zich op deze manier misdragen". Daarbij werd ook bekend dat het kabinet niet overwogen hadden het leger in te zetten om de rellen te stoppen. Het leger gaf hierop zelf aan alleen hulp te kunnen bieden op logistiek en materieel vlak, aangezien militairen niet opgeleid zijn om de-escalerend te werken.

### Reactie Verbond van Verzekeraars
Het Verbond van Verzekeraars liet weten dat verzekeraars bekijken in hoeverre er schade bij hen verzekerd is. Zij zullen dit conform de polisvoorwaarden aan hun klanten vergoeden en proberen de schade te verhalen op de daders.

### Reactie bewoners
In sommige gemeenten schoten na de rellen omwonenden te hulp om de schade te herstellen. Inwoners van Eindhoven veegden met bezems de straten schoon en hingen voor het politiebureau een groot spandoek op om de politie te bedanken. In Den Bosch werd een crowdfundingsactie gestart om een gedupeerde ondernemer te steunen en werden dichtgetimmerde winkels opgefleurd met graffiti.

### Veroordeling daders
Op 27 januari zijn aan verschillende relschoppers via snelrecht de eerste cel- en taakstraffen opgelegd wegens betrokkenheid bij de avondklokrellen. Ook heeft het Openbaar Ministerie beslag gelegd op bankrekeningen en auto's om de geleden schade op daders te kunnen verhalen. Daders kunnen daarbij hoofdelijk aansprakelijk gesteld worden voor door een collectief van daders veroorzaakte schade.

## Foto's (Eindhoven)

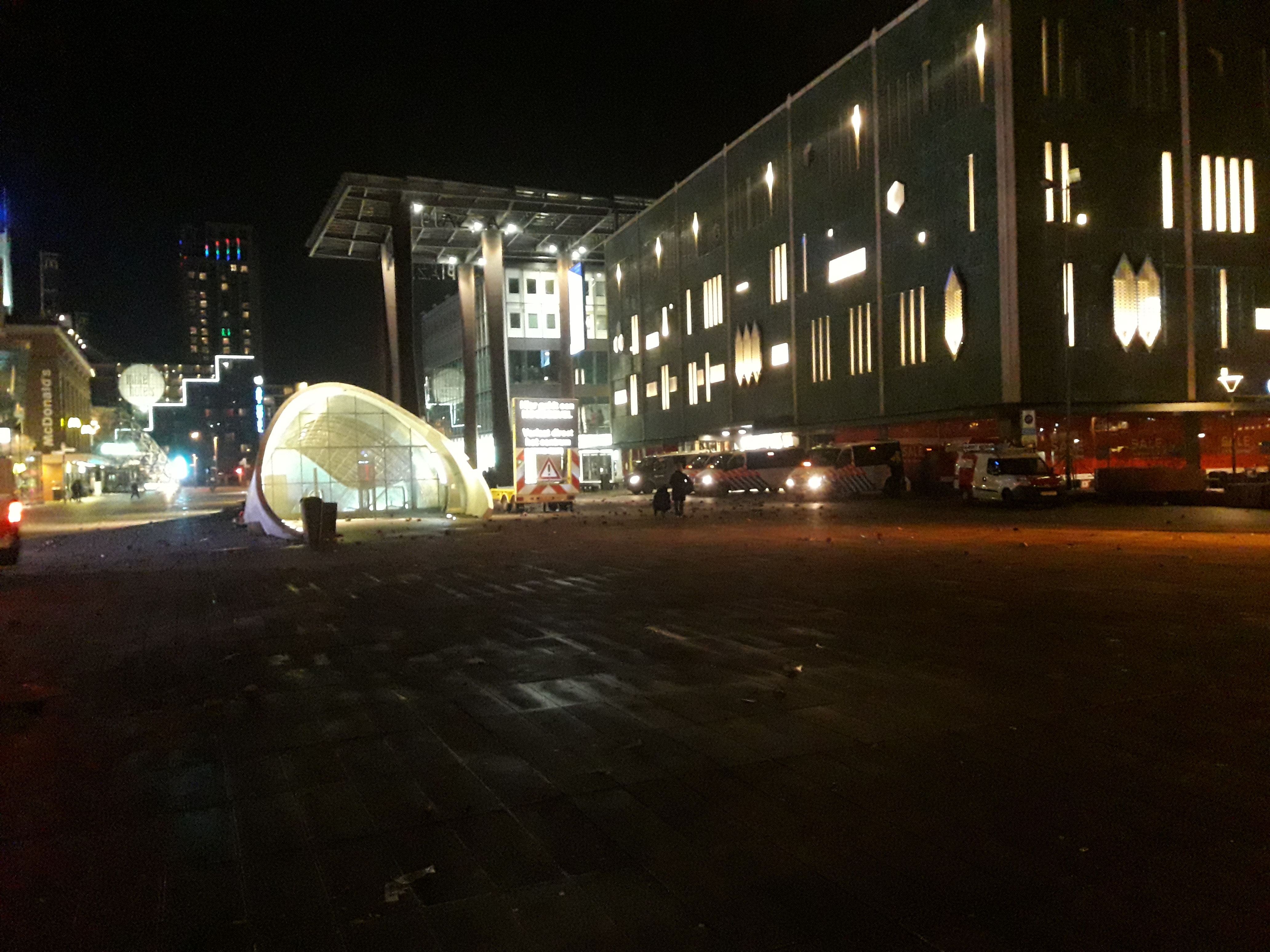
Uit de grond getrokken stoeptegels op het 18 Septemberplein
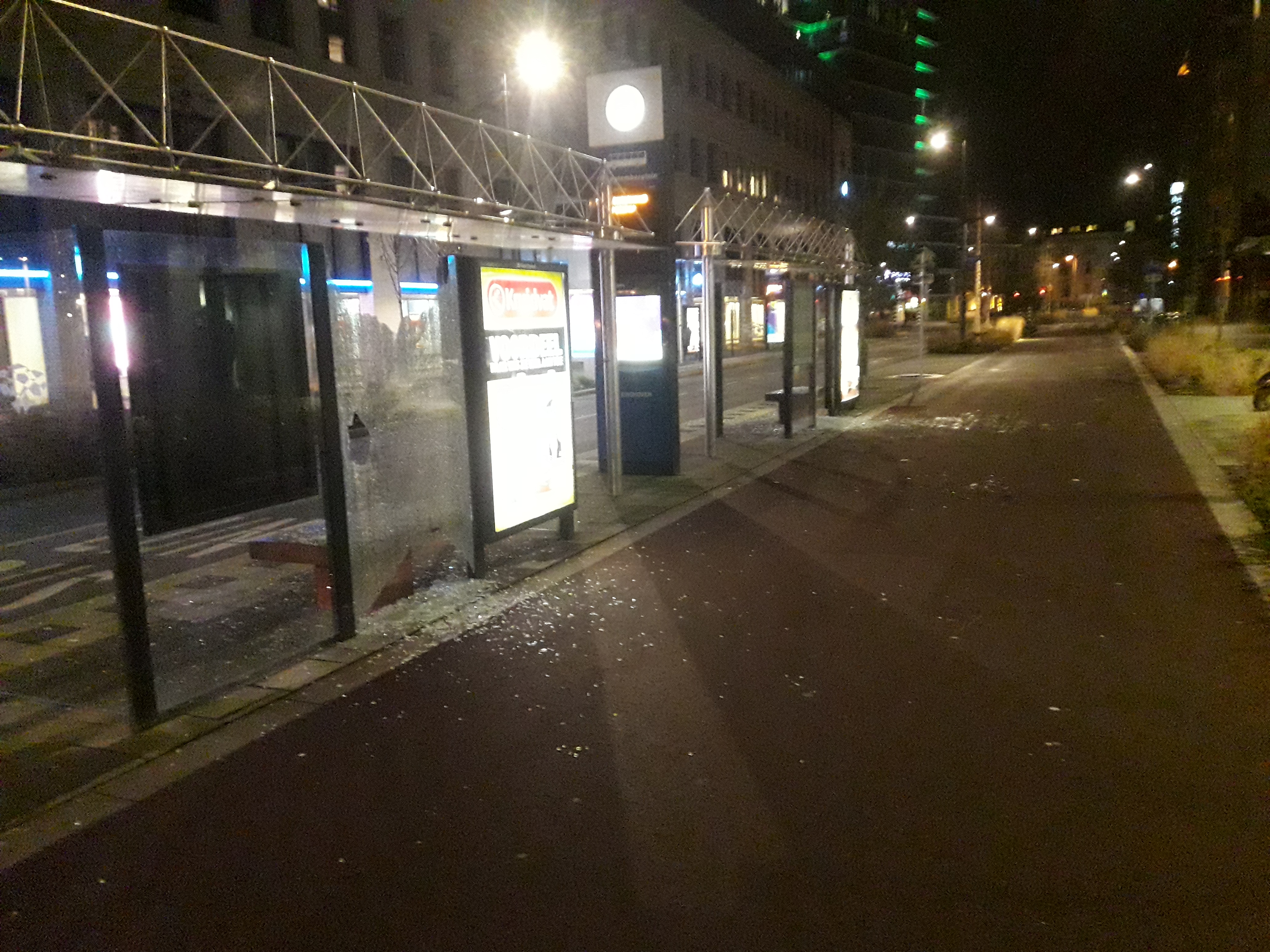
Ingeslagen ruiten van bushokjes
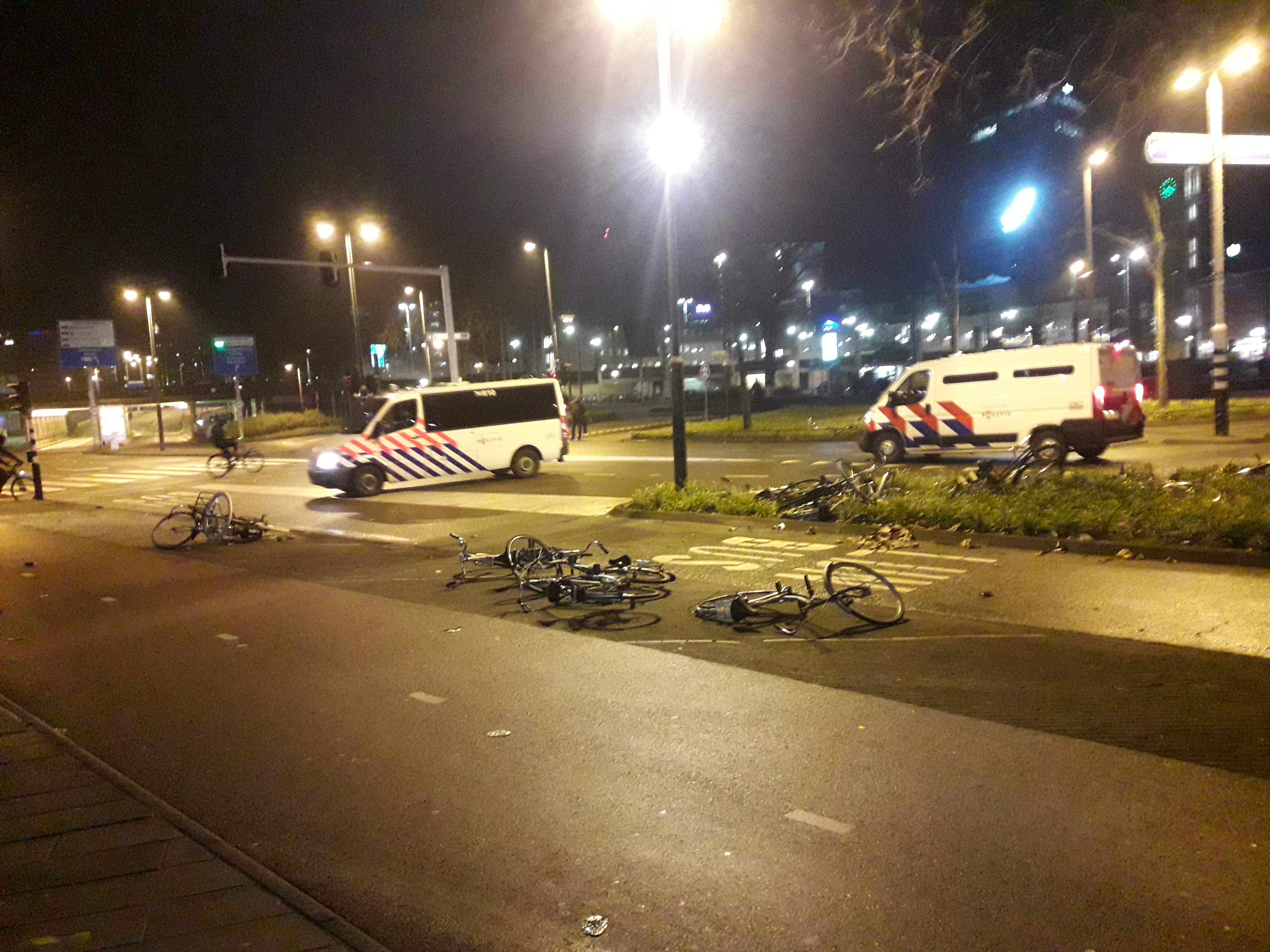
Op straat gegooide fietsen
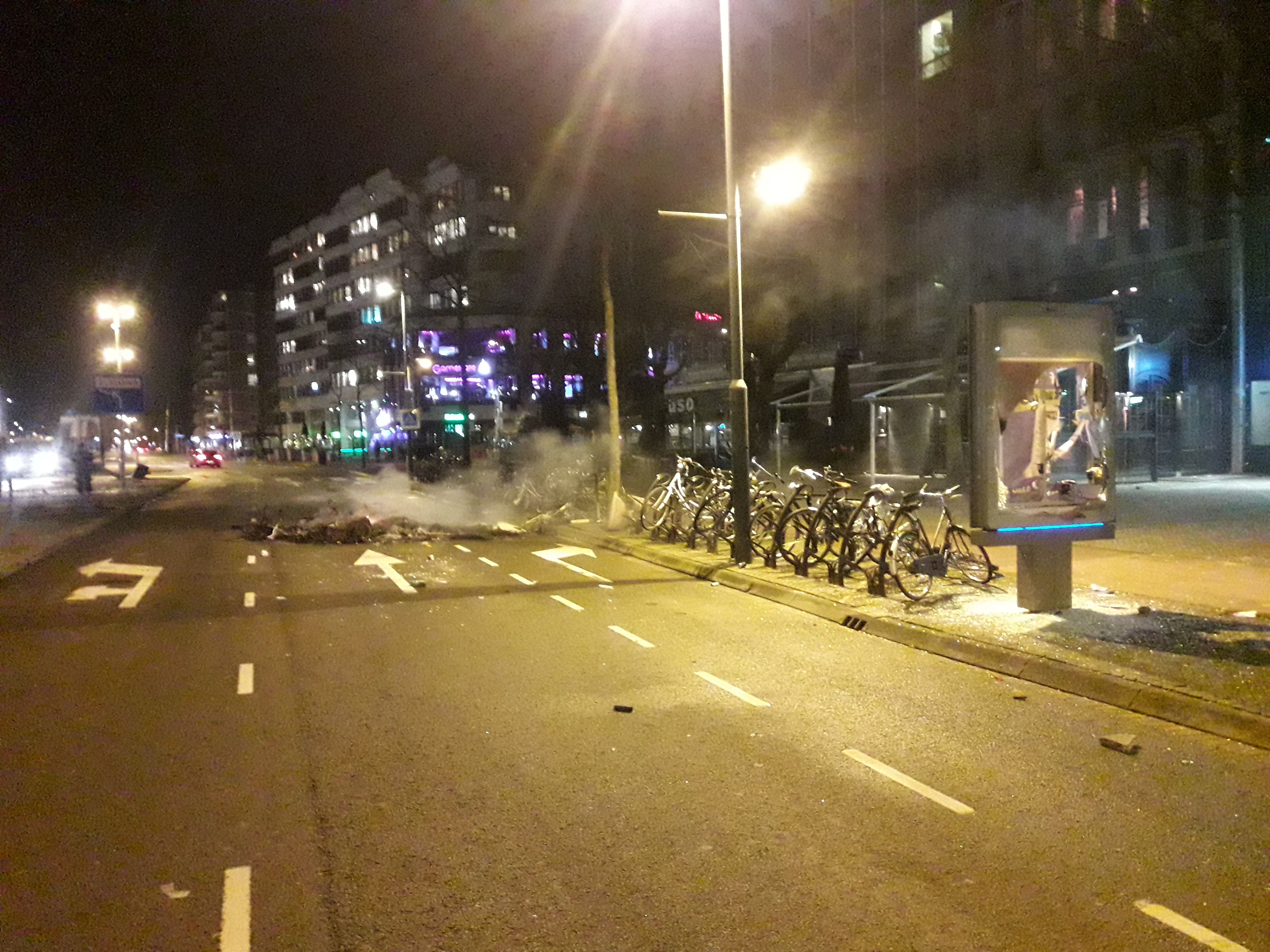
Uitgebrande fietsen
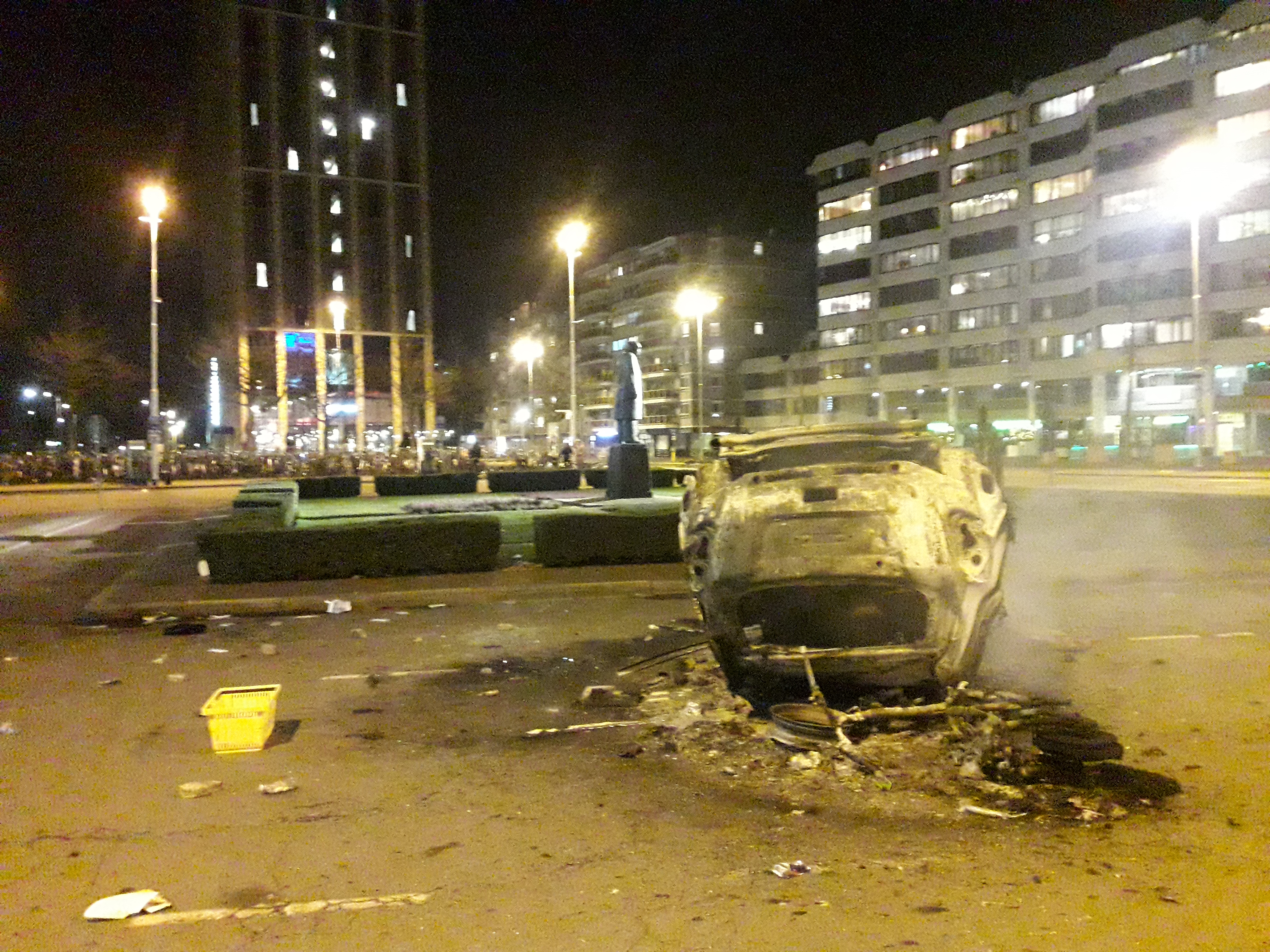
Een uitgebrande auto op zijn kop